# Protocol Recordings
Protocol Recording je holandské vydavatelství založené 8. května 2012 DJ a producentem Nickym Romerem. Vydavatelství vydavá skladby od umělců jako Blasterjaxx, Don Diablo, R3hab, Vicetone a Volt & State a další. První vydána skladba byla WTF!? od Nickyho Romera a ZROQ. V současnosti se vydalo skrz toto vydavatelství více než 60 písní a několik kompilací.
Nejúspěšnější píseň z vydavatelství je Like Home od Nickyho Romera a dua NERVO, která dosáhla 37. místo ve Švédsku, 5. místo v Dance Chart v Nizozemsku, a 9. místo v Dance Chart Spojeného království.
Pět písni dosáhly čísla jedna v Beatport Top 100. Čtyři z nich byly od Nickyho Romera a další, Howl At the Moon, od DJ dua StadiumX, dosáhl 59. místo ve francouzském SNEP žebříčku.
Protocol Rádio je týdenní podcast, jenž začal vysílat v roce 2013. Na tomto podcastu jsou vysílány všechny novinky z vydavatelství.

## Umělci
Následující umělci vydali písně přes Protocol Recording. Umělci, jejíchž písně jsou na kompilacích, nejsou napsáni.

- Arno Cost
- Bassjackers
- Blasterjaxx
- Blinders
- Calvin Harris
- Deniz Koyu
- Don Diablo
- Florian Picasso
- John Dahlbäck
- Krewella
- Kryder
- Lush & Simon
- MAKJ
- Merk & Kremont
- Michael Calfan
- NERVO
- Nicky Romero
- Nile Rodgers
- Paris & Simon
- R3hab
- Stadiumx
- Sultan + Shepard
- The Boxer Rebellion
- The Disco Fries
- Thomas Gold
- Thomas Newson
- Tom Swoon
- Tom Tyger
- Tommy Trash
- Tritonal
- Vicetone
- Volt & State

## Diskografie

### Písně
| Umělec                                       | Jméno                                                       | Typ    | Datum vydání | Katalogové označení | Poznámky                                                             |
| -------------------------------------------- | ----------------------------------------------------------- | ------ | ------------ | ------------------- | -------------------------------------------------------------------- |
| Nicky Romero & ZROQ                          | WTF!?                                                       | Single | 28/05/2012   | PR001               |                                                                      |
| Nicky Romero & Calvin Harris                 | Iron                                                        | Single | 10/09/2012   | PR002               |                                                                      |
| Nicky Romero & Calvin Harris                 | Iron (The Remixes)                                          | Single | 08/10/2012   | PR002R              | Dyro & Tony Romera remix                                             |
| Nicky Romero & NERVO                         | Like Home                                                   | Single | 12/11/2012   | PR003               | iTunes verze a rádio verze                                           |
| Tony Romera                                  | Pandor                                                      | Single | 03/12/2012   | PR004               |                                                                      |
| Nicky Romero & NERVO                         | Like Home (The Remixes)                                     | Single | 17/12/2012   | PR003R              | Dannic, Gregor Salto & Dillon Francis remixy                         |
| Vince Moogin                                 | Love Me Right                                               | Single | 18/02/2013   | PR005               |                                                                      |
| Nicky Romero                                 | Symphonica                                                  | Single | 25/03/2013   | PR006               | iTunes verze a rádio verze                                           |
| John Dahlbäck                                | Nuke                                                        | Single | 06/05/2013   | PR007               |                                                                      |
| Nicky Romero                                 | Symphonica (The Remixes)                                    | Single | 20/05/2013   | PR006R              | Cash Cash, BARE & Suedes remixy                                      |
| Don Diablo ft. Alex Clare & Kelis            | Give It All (Don Diablo & CID Remix)/(Don Diablo & CID Dub) | Single | 10/06/2013   | PR008               |                                                                      |
| Nicky Romero vs. Krewella                    | Legacy                                                      | Single | 15/07/2013   | PR009               |                                                                      |
| Vicetone                                     | Tremble                                                     | Single | 05/08/2013   | PR011               |                                                                      |
| Nicky Romero vs. Krewella                    | Legacy (The Remixes)                                        | Single | 19/08/2013   | PR009R              | Vicetone, Don Diablo ft. Sway, Wildstylez & Candyland remixy         |
| Don Diablo & CID                             | Prototype                                                   | Single | 09/09/2013   | PR010               |                                                                      |
| Nicky Romero                                 | Symphonica (Amersy Remix)                                   | Single | 19/09/2013   | PR006RC             |                                                                      |
| Bassjackers                                  | Zing                                                        | Single | 23/09/2013   | PR012               |                                                                      |
| Kryder                                       | PYRMD                                                       | Single | 07/10/2013   | PR014               |                                                                      |
| Michael Calfan                               | Falcon                                                      | Single | 21/10/2013   | PR015               |                                                                      |
| Merk & Kremont                               | Zunami                                                      | Single | 04/11/2013   | PR016               |                                                                      |
| Pelari                                       | Rave                                                        | Single | 25/11/2013   | PR017               |                                                                      |
| R3hab & Lucky Date                           | Rip It Up                                                   | Single | 09/12/2013   | PR018               | Nicky Romero Edit                                                    |
| Nicky Romero vs. Krewella                    | Legacy                                                      | Single | 17/12/2013   | PR009T              | Kryder remix                                                         |
| R3hab & Lucky Date                           | Rip It Up                                                   | Single | 23/12/2013   | PR018T              |                                                                      |
| Tritonal & Paris Blohm ft. Sterling Fox      | Colors                                                      | Single | 13/01/2014   | PR019               | iTunes verze a rádio verze                                           |
| Nicky Romero vs. Krewella                    | Legacy                                                      | Single | 28/01/2014   | PR009T2             | Mike Candys Edit                                                     |
| Vicetone ft. Chloe Angelides                 | White Lies                                                  | Single | 06/02/2014   | PR024               | iTunes verze a rádio verze                                           |
| Hard Rock Sofa & Skidka                      | Moloko                                                      | Single | 10/02/2014   | PR021               |                                                                      |
| Stadiumx & Taylr Renee                       | Howl At The Moon                                            | Single | 24/02/2014   | PR022               | iTunes verze                                                         |
| Stadiumx & Taylr Renee                       | Howl At The Moon (The Remixes)                              | Single | 31/03/2014   | PR022R              | D.O.D, Aftershock & Frontload remixy                                 |
| Blasterjaxx                                  | Echo                                                        | Single | 07/04/2014   | PR025               |                                                                      |
| Tritonal & Paris Blohm ft. Sterling Fox      | Colors (The Remixes)                                        | Single | 14/04/2014   | PR019R              | John Dahlbäck, K-Klass, Alan Morris & Atmosfearz remixy              |
| Tritonal & Paris Blohm ft. Sterling Fox      | Colors (Beatport Contest Winner Remix)                      | Single | 14/04/2014   | PR019T              | Culture Code remix                                                   |
| Bobina & Vigel                               | Crunch                                                      | Single | 21/04/2014   | PR027               |                                                                      |
| Martin Volt & Quentin State & Burgundy's     | Conspiracy                                                  | Single | 05/05/2014   | PR028               |                                                                      |
| John Christian                               | Next Level (Nicky Romero Remix)                             | Single | 26/05/2014   | PR029               | Nicky Romero Edit                                                    |
| Lush & Simon                                 | Hunter                                                      | Single | 02/06/2014   | PR026               |                                                                      |
| Nicky Romero & Anouk                         | Feet On The Ground                                          | Single | 09/06/2014   | PR023               |                                                                      |
| John Dahlback                                | Fireflies                                                   | Single | 23/06/2014   | PR030               |                                                                      |
| Bobby Rock ft. Cimo Fränkel                  | New Life                                                    | Single | 30/06/2014   | PR020               |                                                                      |
| Sultan & Ned Shepard & The Boxer Rebellion   | Keep Moving                                                 | Single | 14/07/2014   | PR031               |                                                                      |
| John Christian                               | Next Level (The Remixes)                                    | Single | 21/07/2014   | PR029R              | OutOfSync, Belocca, KURA, Arin Tone & Marc Benjamin remixy           |
| Martin Volt & Quentin State                  | Rush                                                        | Single | 28/07/2014   | PR032               |                                                                      |
| Row Rocka                                    | Saffron                                                     | Single | 11/08/2014   | PR033               |                                                                      |
| Thomas Newson & Magnificence                 | Blizzard                                                    | Single | 25/08/2014   | PR034               |                                                                      |
| Sultan & Ned Shepard & The Boxer Rebellion   | Keep Moving (The Remixes)                                   | EP     | 08/09/2014   | PR031R              | Bobby Rock & Pankaj & Parag remixy                                   |
| Ispolins                                     | Ispolins                                                    | Single | 22/09/2014   | PR035               |                                                                      |
| Nicky Romero & Vicetone ft. When We Are Wild | Let Me Feel                                                 | Single | 06/10/2014   | PR036               |                                                                      |
| Tommy Trash & Wax Motif                      | HEX                                                         | Single | 20/10/2014   | PR037               |                                                                      |
| Evol Waves                                   | Inferno                                                     | Single | 03/11/2014   | PR038               |                                                                      |
| Nicky Romero & Anouk                         | Feet On The Ground (The Remixes)                            | Single | 24/11/2014   | PR023R              | Merk & Kremont, Arno Cost, BARE, Flashmob & GusGus vs T-World remixy |
| Tom Swoon & Stadiumx ft. Rico & Miella       | Ghost                                                       | Single | 08/12/2014   | PR039               |                                                                      |
| Blinders                                     | Sirene                                                      | Single | 22/12/2014   | PR040               |                                                                      |
| Nicky Romero & Vicetone ft. When We Are Wild | Let Me Feel (Remixes)                                       | EP     | 29/12/2014   | PR036R              | Fedde le Grand, Volt & State, Manse & Martijn ten Velden remixy      |
| Paris Blohm ft. Charles                      | Demons                                                      | Single | 12/01/2015   | PR041               |                                                                      |
| Merk & Kremont vs. Volt & State              | Black & White                                               | Single | 26/01/2015   | PR042               |                                                                      |
| Deniz Koyu & Don Palm                        | Lift                                                        | Single | 23/02/2015   | PR043               |                                                                      |
| Nicky Romero vs. Volt & State                | Warriors                                                    | Single | 30/03/2015   | PR044               |                                                                      |
| Paris & Simo, Rico & Miella                  | Get Back                                                    | Single | 20/04/2015   | PR046               |                                                                      |
| Magnificence & Alec Maire ft. Brooke Forman  | Heartbeat                                                   | Single | 04/05/2015   | PR045               | Nicky Romero Edit                                                    |
| MAKJ & Thomas Newson                         | Black                                                       | Single | 26/05/2015   | PR047               |                                                                      |
| John Christian, Arin Tone & Corey James      | Collage                                                     | Single | 08/06/2015   | PR048               |                                                                      |
| Nicky Romero vs. Volt & State                | Warriors (Remixes)                                          | EP     | 11/06/2015   | PR044R              | Syn Cole, Pegboard Nerds, Giocatori & Rob Adans remixy               |
| Nicky Romero                                 | Lighthouse                                                  | Single | 29/06/2015   | PR050               |                                                                      |
| Florian Picasso                              | Origami                                                     | Single | 20/07/2015   | PR051               |                                                                      |
| Volt & State                                 | Sandcastles                                                 | Single | 03/08/2015   | PR053               |                                                                      |
| Deniz Koyu ft. Amba Shepherd                 | The Way Out                                                 | Single | 17/08/2015   | PR049               |                                                                      |
| MAKJ & Thomas Newson                         | Black (Wildstylez Remix)                                    | Single | 14/09/2015   | PR047R              |                                                                      |
| Disco Fries ft. Fatman Scoop                 | Volume                                                      | Single | 14/09/2015   | PR052               |                                                                      |
| Thomas Gold & Deniz Koyu                     | Never Alone                                                 | Single | 12/10/2015   | PR054               |                                                                      |
| Florian Picasso                              | Want It Back (Origami)                                      | Single | 16/11/2015   | PR055               |                                                                      |
| Nicky Romero & Stadiumx                      | Harmony                                                     | Single | 21/11/2015   | PR058               |                                                                      |
| Gazlind                                      | Trouble                                                     | Single | 30/11/2015   | PR056               |                                                                      |
| Protocol Acapellas                           | Volume 1                                                    | EP     | 14/12/2015   | PR057               | Různý umělci                                                         |
| Volt & State, Sam Void, Avedon               | Hold On                                                     | Single | 18/01/2016   | PR059               |                                                                      |
| Nicky Romero & Nile Rodgers                  | Future Funk                                                 | Single | 26/02/2016   | PR060               |                                                                      |
| Arno Cost                                    | Coming Alive EP                                             | EP     | 14/03/2016   | PR061               | včetně 1000 Suns a Coming Alive                                      |
| Corey James & Teamworx ft. Kobi The Alien    | Make The Crowd Go                                           | Single | 11/04/2016   | PR062               |                                                                      |
| Nicky Romero & Nile Rodgers                  | Future Funk (Remixes)                                       | Single | 18/04/2016   | PR060R              | Giocatori, S-Man a Sam Void remixy                                   |
| Nicky Romero                                 | Novell                                                      | Single | 02/05/2016   | PR063               |                                                                      |
| Florian Picasso                              | Final Call                                                  | Single | 13/05/2016   | PR064               |                                                                      |
| Blinders                                     | You Don't Know                                              | Single | 03/06/2016   | PR066               |                                                                      |
| Nicky Romero                                 | The Moment (Novell)                                         | Single | 17/06/2016   | PR067               |                                                                      |
| Arno Cost ft. River                          | Coming Alive (Remixes)                                      | EP     | 01/07/2016   | PR061R              | Exit Friendzone, Jimny & Simon de Jano & Madwill remixy              |
| Florian Picasso                              | Final Call (Remixes)                                        | EP     | 08/07/2016   | PR064R              | Mesto & Justin Mylo, Raiden, Tom Tyger & Nico de Andrea a VIP remixy |
| Nicky Romero                                 | Ready 2 Rumble                                              | Single | 22/07/2016   | PR068               |                                                                      |
| Ovion                                        | On My Way                                                   | Single | 05/08/2016   | PR065               |                                                                      |
| Nicky Romero                                 | The Moment (Novell) (Remixes)                               | Single | 12/08/2016   | PR067R              | Breathe Carolina, Lipless, Toby Green a Twofold remixy               |
| Dumbers & Maximals                           | Dancin'                                                     | Single | 19/08/2016   | PR071               |                                                                      |
| Florian Picasso & Tom Tyger                  | Mamo                                                        | Single | 29/08/2016   | PR069               |                                                                      |
| Nicky Romero ft. Colton Avery                | Take Me                                                     | Single | 09/09/2016   | PR072               |                                                                      |
| Blinders                                     | Hero                                                        | Single | 23/09/2016   | PR070               |                                                                      |
| Nicky Romero & Navarra                       | Crossroads                                                  | Single | 14/10/2016   | PR073               |                                                                      |
| Tom Tyger & Melsen                           | I Need U                                                    | Single |              |                     |                                                                      |
| Raiden ft. Bright Light                      | Heart of Steel                                              | Single |              |                     |                                                                      |
| Maximals                                     | Enigma                                                      | Single |              |                     |                                                                      |
| Funkybeat & Asters                           | Jupiter                                                     | Single |              |                     |                                                                      |
| Trilane & Yaro ft. Max Landry                | Miss Out                                                    | Single |              |                     | Nicky Romero Edit                                                    |
| Corey James                                  | Bring It                                                    | Single |              |                     |                                                                      |
| Florian Picasso & Raiden                     | Hanabi                                                      | Single |              |                     |                                                                      |
| Sam Void                                     | On My Mind                                                  | Single |              |                     |                                                                      |
| Tom Tyger & Jacob Trice                      | I Wanna Love U                                              | Single |              |                     |                                                                      |
| Nicky Romero & NERVO                         | Like Home (Stadiumx Remix)                                  | Single |              |                     |                                                                      |
| Nicky Romero & John Cristian                 | Iconic                                                      | Single |              |                     |                                                                      |
| Nicky Romero                                 | Symphonica (Tony Romero Remix)                              | Single |              |                     |                                                                      |
| Stadiumx & Taylr Renee                       | Howl at the Moon (Nicky Romero Remix)                       | Single |              |                     |                                                                      |
| Blinders                                     | Two Sides EP                                                | EP     |              |                     | Molly, Broken                                                        |
| Volt & State                                 | sandcastles (Sam Void Remix)                                | Single |              |                     |                                                                      |
| Nicky Romero & John Cristian                 | Iconic (John Dahlbäck Remix)                                | Single |              |                     |                                                                      |
| Stefano Pain                                 | Fugitive                                                    |        |              |                     |                                                                      |

### Alba
| Jméno                                                            | Typ       | Datum      | Katalogové číslo |
| ---------------------------------------------------------------- | --------- | ---------- | ---------------- |
| Nicky Romero Presents Miami 2014                                 | Kompilace | 10/03/2014 | PR001CD          |
| Nicky Romero Presents Protocol ADE 2014                          | Kompilace | 13/10/2014 | PR002CD          |
| Nicky Romero Presents Miami 2015                                 | Kompilace | 16/03/2015 | PR003CD          |
| Protocol Presents: ADE 2015 (Mixed by Volt & State)              | Kompilace | 05/10/2015 | PR004CD          |
| Protocol Presents: Miami 2016 (Mixed by Floran Picasso & Klapky) | Kompilace | 07/03/2016 | PR005CD          |
| Nicky Romero Presents Protocol ADE 2016                          | Kompilace | 07/10/2016 | PR006CD          |